# هوكر 200
هوكر 200 (بالإنجليزية: Hawker 200)‏ هو مشروع تطوسر طائرة نفاثة خفيفة. كانت تحت التطوير في الولايات المتحدة. ومن تطوير شركة هوكر بيتش كرافت، الغي المشروع في عام 2013.